# Circonscription de Longman
Pour les articles homonymes, voir Longman.
La circonscription de Longman est une circonscription électorale fédérale australienne dans le Queensland. Elle a été créée en 1994 et porte le nom d'Irene Longman (en), la première femme parlementaire du Queensland.
Elle couvre la plus grande partie de la région de la baie Moreton au nord de Brisbane et comprend les villes de Beachmere, Bribie Island, Burpengary, Dakabin, Deception Bay, Donnybrook, Kallangur, Ningi, North Lakes, Toorbul et une partie de celles de Caboolture, Morayfield et Narangba.

## Représentants
| Nom          | Parti            | Période de mandat |
| ------------ | ---------------- | ----------------- |
| Mal Brough   | Libéral          | 1996–2007         |
| Jon Sullivan | Travailliste     | 2007–2010         |
| Wyatt Roy    | Libéral national | 2010-2016         |
| Susan Lamb   | Travailliste     | 2016–2019         |
| Terry Young  | Libéral national | 2019-en cours     |

## Résultats des élections
| Parti                            | Parti                        | Candidat                     | Voix    | %     | ±     |
| -------------------------------- | ---------------------------- | ---------------------------- | ------- | ----- | ----- |
|                                  | Libéral national             | Terry Young (en)             | 41 253  | 38,17 | −0,42 |
|                                  | Travailliste                 | Rebecca Fanning              | 34 036  | 31,50 | −2,60 |
|                                  | Une nation                   | Ross Taylor                  | 8 917   | 8,25  | −4,97 |
|                                  | Verts                        | Earl Snijders                | 7 814   | 7,23  | +0,52 |
|                                  | Légaliser le cannabis        | Nigel Quinlan                | 6 025   | 5,58  | +5,58 |
|                                  | UAP                          | Stefanie Sutherland          | 5 949   | 5,51  | +2,15 |
|                                  | AJP                          | Paula Gilbard                | 2 060   | 1,91  | +1,91 |
|                                  | Démocrates libéraux          | Jens Lipponer                | 2 011   | 1,86  | +1,86 |
| Total des suffrages exprimés     | Total des suffrages exprimés | Total des suffrages exprimés | 108 065 | 95,01 | +0,85 |
| Votes nuls                       | Votes nuls                   | Votes nuls                   | 5 677   | 4,99  | −0,85 |
| Participation                    | Participation                | Participation                | 113 742 | 88,17 | −3,99 |
| Résultat de préférence bipartite |                              |                              |         |       |       |
|                                  | Libéral national             | Terry Young (en)             | 57 359  | 53,08 | −0,20 |
|                                  | Travailliste                 | Rebecca Fanning              | 50 706  | 46,92 | +0,20 |
|                                  | Libéral national retenir     | Libéral national retenir     | Swing   | −0,20 |       |